# Ceratopogon pelecatus
Ceratopogon pelecatus är en tvåvingeart som beskrevs av Remm 1974. Ceratopogon pelecatus ingår i släktet Ceratopogon och familjen svidknott. Inga underarter finns listade i Catalogue of Life.